# Альварес, Кевин
Кевин Хавьер Альварес Эрнандес (исп. Kevin Javier Álvarez Hernández; род. 3 августа 1996, Сан-Педро-Сула) — гондурасский футболист, нападающий клуба «Норрчёпинг» и сборной Гондураса. Участник Олимпийских игр 2016 года в Рио-де-Жанейро.

## Клубная карьера
Альварес начал карьеру в клубе «Олимпия». 2 сентября 2013 года в матче против «Мотагуа» он дебютировал в Лиге Насьональ. В 2014 году Кевин стал чемпионом страны. 21 февраля 2016 года в поединке против «Платенсе» он забил свой первый гол за команду.

## Международная карьера
В 2013 году в составе юношеской сборной Гондураса Альварес принял участие в юношеском чемпионате Северной Америки в Панаме. На турнире он сыграл в матчах против команд США, Кубы и дважды Мексики.
В том же году Брайан принял участие в юношеском чемпионате мира в ОАЭ. На турнире он сыграл в матчах против команд Узбекистана, Швеции, ОАЭ, Словакии и Бразилии.
В 2015 году Альварес был включён в заявку молодёжной сборной Гондураса на участие в Молодёжном кубке КОНКАКАФ на Ямайке. На турнире он сыграл в матчах против Мексики, Сальвадора и Гватемалы. Летом того же года Кевин принял участие в молодёжном чемпионате мира в Новой Зеландии. На турнире он сыграл в матчах против команд Узбекистана, Фиджи и Германии. В поединке против узбеков Кевин забил гол.
16 декабря 2015 года втоварищеском матче против сборной Кубы Альварес дебютировал за сборную Гондураса.
В 2016 году в составе олимпийской сборной Гондураса Кевин принял участие в Олимпийских играх в Рио-де-Жанейро. На турнире он сыграл в матчах против команд Алжира, Аргентины, Южной Кореи и Нигерии.

## Достижения
«Олимпия»
- Чемпион Гондураса: Клаусура 2014